# コロンゾン
コロンゾン(Choronzon)は、20世紀初頭の実在の魔術師アレイスター・クロウリーが、自らの体に降臨させた悪魔。邪悪な意識の集合体であり、知識の本質に近づこうとする者を様々な方法で誘惑し、阻むといわれる。
その名はギリシア語で「不能」と「怠惰」を意味し、「離散」と「矛盾」の性質を持つ。
1909年のアルジェリア南部の砂漠にて、弟子のヴィクター・ニューバーグの手伝いのもと、儀式を行った。喉をかききった鳩を各々の頂点に設置した三角形の中にクロウリーが入り、弟子が魔法陣の中で呪文を唱えた。するとコロンゾンがクロウリーに乗り移り、色々な姿になりながら弟子を誘惑して魔法陣の中から出ようとした。一度は抜け出して、弟子にとびかかったが、テトラグラマトンを呼び出されて、再び三角陣の中に戻された。召喚の触媒である鳩の血が尽きると、コロンゾンは立ち去った。クロウリーはこの儀式の間、ずっと恍惚状態でいたという。
オカルト分野の創作でも引用されることがある呪文 "Zazas Zazas Nasatanada Zazas"（ザーザース、ザーザース、ナースタナーダー、ザーザース）は、この召喚の儀式において、クロウリーが召喚したコロンゾンが叫んだ言葉とされる。実際にはクロウリー自身がこの言葉を発していた可能性が高いが、彼はコロンゾンの力を媒介していたと考えられている。